# 稲葉裕美
稲葉 裕美（いなば ゆみ、1984年〈昭和59年〉 - ）は、日本のデザイン教育家、株式会社OFFICE HALO代表取締役。
武蔵野美術大学デザイン・ラウンジと共同で開校した日本初のデザイン経営学校「WEデザインスクール」「WEアートスクール」の主宰でもある。

## 来歴
- 愛媛県松山市に生まれる。
- 2014年にOFFICE HALOを設立。[1]
- 2016年に「WEデザインスクール」を開校。[2]
- 2024年より「WEアートスクール」を開校。[3]

## 登壇・実績
- デジタルハリウッド大学 近未来フォーラム2018【社会人は「感性」を取り戻せるか？ ～クリエイティブの根源を探る～】講演（2018年）[4]
- 武蔵野美術大学と共同で行政向けデザインプログラムを千葉県いすみ市で開催（2018年）[5]
- 日本デザイン学会 第66回春季研究発表大会「これからの社会人のデザインの学び」登壇（2019年）[6]
- グロービス経営大学院 卒業生向け講座「リーダーのためのデザインリテラシー」講師を担当（2020年-）[7]
- 東洋経済新報社「デザイン思考・リテラシー育成講座」講師を担当（2020年）[8]
- 神戸大学大学院 経営学部生向け新プログラム「Pre Startup Studio」講師を担当（2021年）[9]
- 国立情報学研究所 トップエスイー講座「アート思考要求工学」講師を担当（2022年-）[10]
- 多摩美術大学 Tama Design High School講義プログラム「知っておきたいデザイン基本のキ」講師を担当（2023年）[11]
- 神奈川県県央地域の活性化 特別講演イベント「ビジネスパーソンのデザイン入門」登壇（2024年）[12]
- 墨田区産業共創施設 SICトークイベント「デザインが分かる人になる考え方とは？」登壇（2024年）[13]
- 代官山蔦屋書店『美大式 ビジネスパーソンのデザイン入門』刊行記念 稲葉裕美×萩原幸也トークイベント「美大式でデザインを知る」登壇（2024年）[14]

## インタビュー・対談
- Digital Magazine「The PASSION」にて、共同編集長 松尾力さんと対談「ビジネススキルとしてのデザイン」（2017年）[15]
- 武蔵野美術大学長澤忠徳学長と対談「今なぜ、クリエイティブを学ぶ？」（2019年）[16]
- 武蔵野美術大学デザイン・ラウンジスペシャルインタビュー掲載「新しいデザイン教育とデザイン・ラウンジ」（2020年）[17]

## 出演

### ラジオ
- 渋谷のラジオ「渋谷のビザインラジオ」(2021年1月13日、渋谷区)[18]

### テレビ
- Fresh Faces 〜アタラシイヒト〜(2021年3月6日、BS朝日) [19]
- えひめ情熱人（2024年7月9日、南海放送）

## 著書・連載

### 著書
- 『美大式 ビジネスパーソンのデザイン入門』翔泳社 2024年[20]

### 連載
- 1週間で分かるマーケ講座「マーケターのためのデザイン超入門」日経クロストレンド  2024年[21]